# アウグスト・オイラー

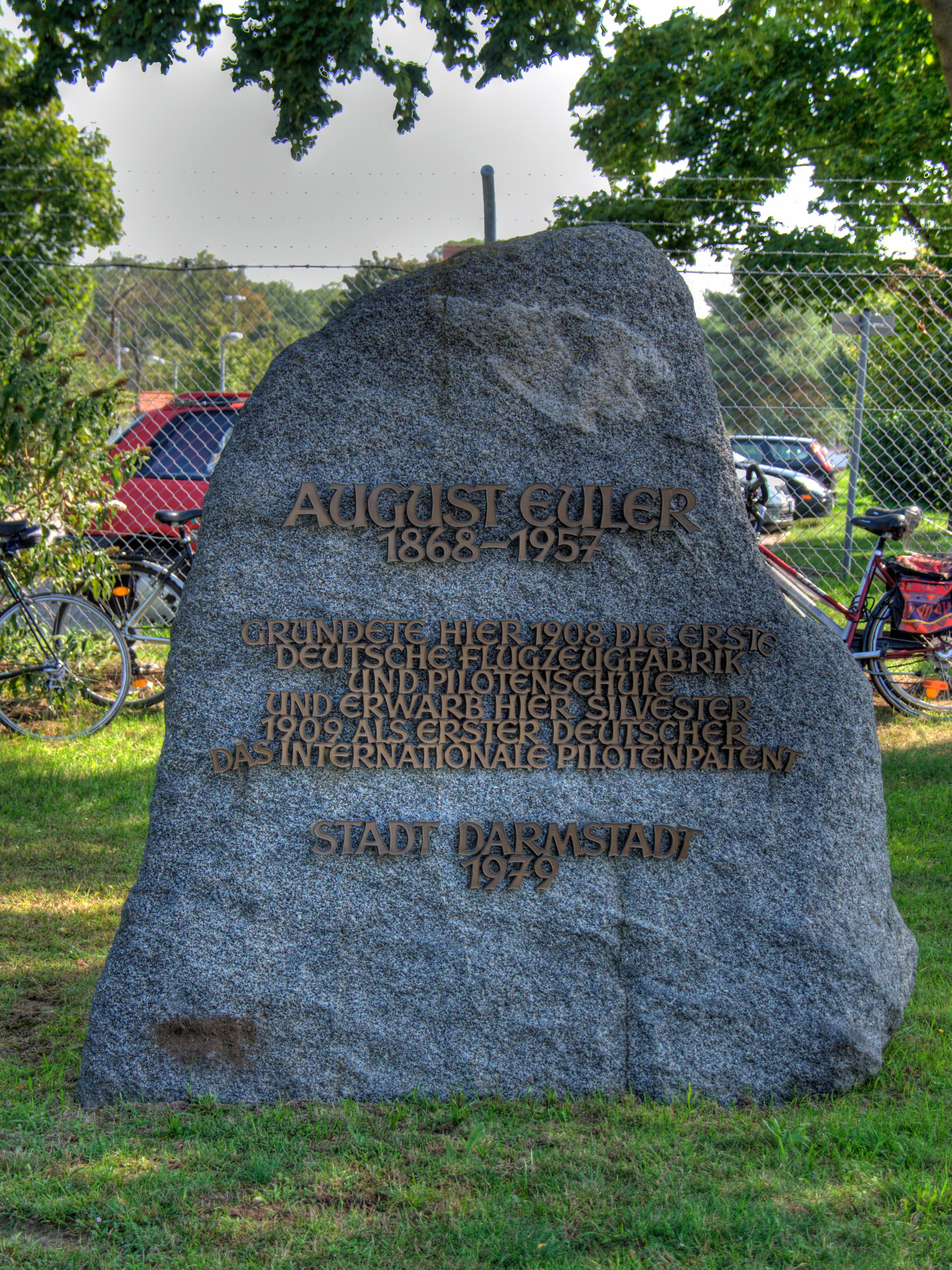
ダルムシュタットにあるオイラーの記念碑

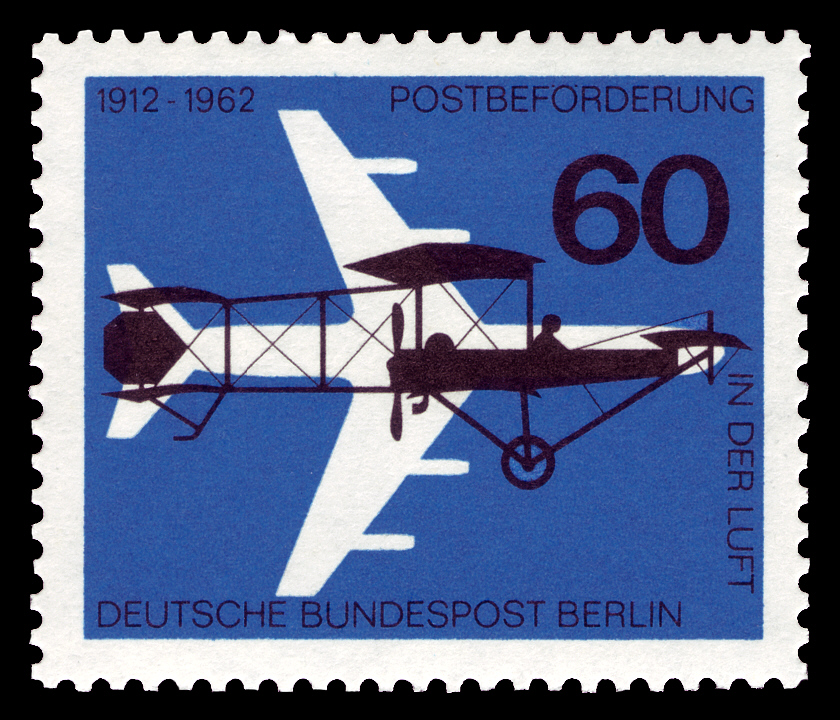
1912年のオイラーの航空機のシルエットを描いたドイツの記念切手

アウグスト・オイラー（August Heinrich Euler 、1868年11月20日 - 1957年7月1日）は、ドイツの航空の先駆者である。後にドイツ航空分野の役人を務めた。ドイツ最初の航空機工場を創立し、ドイツ最初のパイロット・ライセンスを取得した。
エルデに生まれた。有名な数学者レオンハルト・オイラーを先祖に持ち、ハンス・フォン・オイラー＝ケルピン、ウルフ・スファンテ・フォン・オイラーなどの学者の一族である。1908年にダルムシュタットにドイツ最初の飛行機会社、オイラー航空機械工業（Euler-Flugmaschinenwerke）を設立し、フランスのヴォアザン機を組み立てた。同じ年にダルムシュタット近郊のグリースハイム演習場にドイツ最初の飛行場を作り、飛行訓練を行った。1910年にテスト・パイロットとして認められ、1911年に設けられたドイツのパイロット・ライセンスの第1号が与えられた。1911年に、工場をフランクフルト・アム・マインに移した。1912年にフランクフルトに航空を開き、飛行学校を作った。1912年6月10日、オイラーの提案でフランクフルトからダルムシュタット間でドイツで最初の公式郵便飛行が行われた。
第一次世界大戦が始まると、オイラー航空機械工業はライセンス生産や航空機の修理を行ない自主開発も行なったが大きな成功は得られなかった。戦後は帝国民間航空局（Reichsluftamt）の局長を務めたが、1922年に退職した。

## オイラー航空機械工業の製作した航空機
- Militär-Doppeldecker (1911年)
- Euler Militär-Dreidecker (1913年)
- Euler B.I (1914年)
- Euler B.II(1918年) - 練習機
- Euler B.III(1918年) - 練習機
- Euler C.I (1916年)- 偵察機
- Euler Jagdeinsitzer (1914年) - 推進式戦闘機
- Euler Jagdzweisitzer（1915年) - 推進式戦闘機
- Euler D.I,(1916年) - ニューポール 11のコピー
- Euler D.II(1916年) - ニューポール 11のコピー
- Euler Dr.I(1916年) - 三葉戦闘機
- Euler Dr.II(1916年) - 三葉戦闘機
- Euler Dr.III(1917年) - 三葉戦闘機
- Euler Dr.IV,(1917年) - 四葉戦闘機
- Euler Jagdflugzeug Quadruplan(1917年) - 四葉戦闘機

## 文献
- Michael Düsing: Abenteuer Gelber Hund, August Euler – Deutsche Luftfahrt ab 1908. Ergonomia, Stuttgart 2008,  ISBN|978-3-935089-09-0.
- Ursula Eckstein: August-Euler-Flugplatz Darmstadt. Liebig, Darmstadt 2008, ISBN 978-3-87390-255-8, S. 25–64.
- Christian Kehrt: August Euler und die Anfänge der Luftfahrt in Darmstadt-Griesheim. In: Andreas Göller (Hrsg.): Ein Jahrhundert Luftfahrtgeschichte zwischen Tradition, Forschung und Landschaftspflege. Wissenschaftliche Buchgesellschaft, Darmstadt 2008, ISBN 978-3-534-22153-0, S. 17–42.
- Günter Kroschel, Helmut Stützer: Die deutschen Militärflugzeuge 1910–1918. Lohse-Eissing, Wilhelmshaven 1977, ISBN 3-920602-18-8.
- Heinz Nowarra: Die Entwicklung der Flugzeuge 1914–1918. Lehmann, München 1959.
- Günter Schmitt: August Euler und der Luftverkehr. In: Horst Schädel (Hrsg.): Fliegerkalender der DDR 1989. Militärverlag der DDR, Berlin 1988, ZDB|192211-7, S. 121–127.
- G. Schmitt, W. Schwipps: Pioniere der frühen Luftfahrt. Gondrom, Bindlach 1995, ISBN 3-8112-1189-7.